# Вома (река)
Вома — река в России, протекает в Кировской области. Устье реки находится в 104 км по левому берегу реки Вои. Длина реки составляет 35 км, площадь водосборного бассейна 240 км².

## Данные водного реестра
По данным государственного водного реестра России относится к Камскому бассейновому округу, водохозяйственный участок реки — Вятка от города Котельнич до водомерного поста посёлка городского типа Аркуль, речной подбассейн реки — Вятка. Речной бассейн реки — Кама.
Код объекта в государственном водном реестре — 10010300412111100038041.